# Капела Светог Димитрија (Ново Горажде)
Капела Светог Димитрија у Новом Горажду саграђена је у оквиру гробља у Копачима. Објекат је смјештен непосредно уз главни улаз у гробље, источно од централне стазе која води од улаза до спомен капеле. Пројектована је као приземни објекат са основом у облику крста и централном куполом. Капела Светог Димитрија освјештана је 08. новембра 2018. године на празник Митровдан, а освјештао је митрополит дабробосански Хризостом.